# Villa Stendhal
La villa Stendhal est une voie du 20e arrondissement de Paris, en France.

## Situation et accès
La villa Stendhal est une voie située dans le 20e arrondissement de Paris. Elle débute au 28, rue Stendhal et se termine en impasse.

## Origine du nom

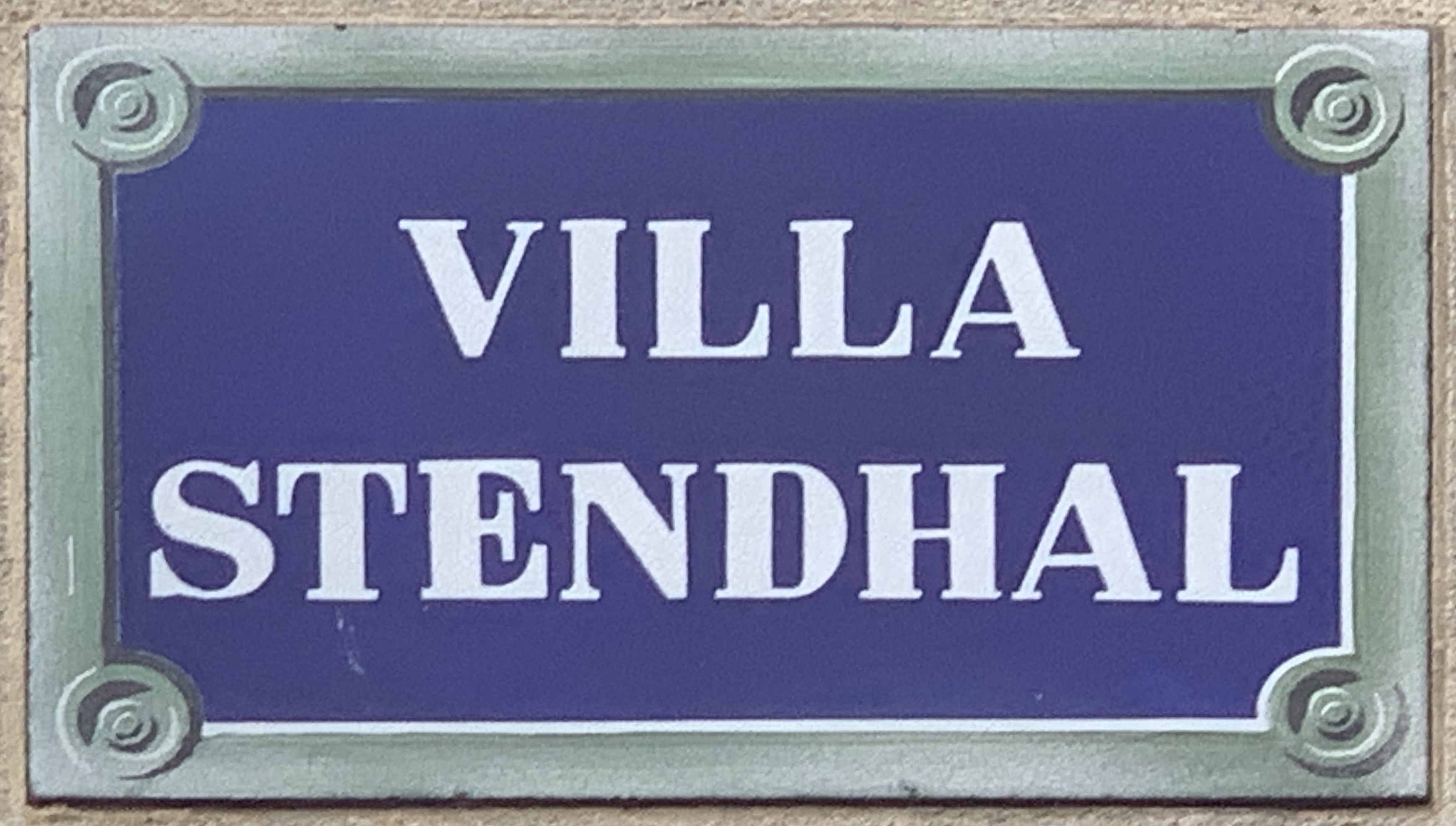
Plaque de la voie.

Elle porte ce nom en raison du voisinage de la rue Stendhal.

## Historique
Cette voie est ouverte sous sa dénomination actuelle en 1913 et classée dans la voirie parisienne par un arrêté du 15 septembre 1967.